# The Godfather The Game 2
The Godfather The Game 2 (u prevodu, Kum 2) je igra bazirana na filmu Kum 2, koju je izdao EA 2009. godine.

## Radnja
Igrica je bazirana na nastavku čuvenog filma Kum 2. Priča počinje na Kubi 31. decembra 1958. godine. Nešto pre Kubanske Revolucije.Na proslavi rođendana, Hajman Rot je pozvao sve viđenije šefove američkih mafija na svoj rođendan. Na tom rođendanu bio je i sam Don Majkl Korleone i njegovi saradnici Aldo Trapani i Dominic, kao i njegov brat Fredo Korleone. Hajmanove namere bile su da se iskoristi sav potencijal kubanskog naroda da bi se Kuba pretvorila u mesti zabave.Stim se slažu svi osim Majkla koji neveruje rečima Rota i kubanskog diktatora Batiste. On misli da će revolucijinari kad tad ući u Havanu i srušiti Batistu. On naređuje svojim saradnicima da se Kuba napusti nešto posle Nove Godine. Na proslavi nove godine odjednom se čuje glas predsednika koji kaže da su revolucijonari ušli u Havanu i da se on predaje.Odjednom nastaje beg. Beže i Majkl, Dominik, Aldo i Fredo. Oni uspevaju da dođu do aerodroma kad odjednom Aldo biva upucan i na licu mesta ubijen. Pobegli su Fredo, Majkl i Dominik. U avionu Majkl odlučuje da će dominik biti šev i da on to želi. Dominik se složio sa tim, kao i Fredo. Posle pet nedelja od toga na sastanku su bili: Don Majkl Korleone, Dominik, Frenk Pantenđeli i Fredo Korleone. Na sastanku se raspravljalo o tome da li da se počne rat sa Braćom Rozato. Majkl se tome oštro protivi dok Frenk izrazito želi to. Frenk mu kaže da više veruje onom jevrejinu Rotu nego svojoj krvi. Majkl mu kaže da je Hajman sada porodici najpotrebniji. Dominik počinje da regrutuje vojnike za Porodicu Korleone. Porodica Korleone u Nju Jorku sada je veoma slaba, moraju da vrate sve svoje teritorije a kako se povećavaju teritorije povećava se zarada, tako se povećava i moć a sa tim se mogu regrutovati nivi vojnici postavljati više čuvara. Počinje likvidacija članova porodice Rozato a sa tim i eliminacija Karamajnovog dela porodice.Karamajn Rozato nema grugog izbora nego da zove na primirije Dominika zbog toga što slabi njegova vlast u Nju Jorku.Ali na taj sastanak zove i Frenk Pantenđelija,ali na pola sastanka manja se plan Frenk biva zadavljen mada bez uspeha je je u trenutku davljenja je ušao policajac i Karamajnu poremetio planove. Dominik uspeva da pobegne i počinje novi rat u kome će pobediti Porodica Korleone. Karamajn Rozato je ubijen. A Dominika zove lično Hajman Rot kao gosta na Floridi. Dominik se sa svojom grupom(još uvek slabom) seli na Floridu na Aerodromu ih čeka Fredo koji je sa Hajmanom u poslu. Rot mu govori o situaciji na Floridi i govori mu da treba da se sukobi sa Tonijem Rozatom i Gronadosima. Tu počinje napredak tvojih članova porodice. Postavljalju se kapo-ji i osvajaju se teritorije na Floridi sve ide lagano-likvidacije se dešavaju svakodnevno. Izneneda Dominik dobija poziv iz Nju Jorka da treba da dođe.On u Nju Jorku dobija Konsiglijarea-Tom Hegen kome je u igrici glas dao Robert Duval. Dominik mora da ubedi senatora Pat Geria u svoje planove o moći i slvi.Senator je veoma tvrdog stava i ništa ga ne može sprečiti da ne pristane na ponudu o pomoći Dominika. Iznenada senator dobija ‚‚nepristojnu ponudu‚‚ da može da ode u javnu kuću i da se provodi a da ništa ne plati, senator je ‚‚zagrizao,, tj. prihvatio je ponudu. On odlazi u javnu kuću ali kad se probudio iznad sebe video je Toma Hegena i Dominika. Ispostavilo se da je prostitutka ubijena, a senator okrivljeni. Tom mu daje ‚‚ponudu koja se ne odbija‚‚ , a to je da se zaboravi zločin. Plan je uspeo senator je prihvatio uz to da će pomagati Porodici Korleone. Senator Gery im govori još nešto, a to je da se nova kriminalna organizacija nalazi na Floridi. Reč je o Porodici Mangano koja je bankrotirala u operacijama na Kubi. Majkl se nalazi na aerodromu na Floridi sa namerom da Dominiku objasni potencijale Porodice Mangano. Dominik se sastaje sa donom Samuelom Manganom. Sve izgleda lepo i bajno sve dok ne dođe atentat na Dominika.  Fredo mu govori da su to učinili Manganovi. Dominik shvata to i napada bazu Porodice Mangano.Ona biva osvojena ali Don Mangano Dominika zove na hitan sastanak. Izgleda da don nije došao ali je došao njegov Konsiglijere tu nastupa svađa i dogodio se rat. Porodica Korleone je izgubila veći deo poseda na Floridi a na Floridi sada Vlada Porodica Mangano. Iznenada ga zove Hajman Rot sa njegovim prijateljem Henrijem Mičelom. Hejman mu je ponudio neverovatnu ponudu. Dominik kreće na kubu u kojoj posle Kubanske Revolucije sve izmenilo.To će izmeniti dalj tok igrice...